# Mistrzostwa Świata w Strzelectwie 1904
Mistrzostwa Świata w Strzelectwie 1904 – ósme mistrzostwa świata w strzelectwie. Odbyły się one we francuskim Lyonie. Rozgrywano konkurencje tylko dla mężczyzn. 
W programie zawodów znalazło się siedem konkurencji. Indywidualnie najwięcej medali zdobył Szwajcar Konrad Stäheli (pięć). W klasyfikacji medalowej zwyciężyła reprezentacja Szwajcarii.

## Klasyfikacja medalowa
Gospodarze mistrzostw
| Pozycja | Kraj       | Złoto | Srebro | Brąz | Łącznie |
| ------- | ---------- | ----- | ------ | ---- | ------- |
| 1       | Szwajcaria | 4     | 4      | 2    | 10      |
| 2       | Belgia     | 2     | 0      | 1    | 3       |
| 3       | Włochy     | 1     | 1      | 0    | 2       |
| 4       | Francja    | 0     | 1      | 4    | 5       |
| 5       | Argentyna  | 0     | 1      | 0    | 1       |

## Wyniki
| Konkurencja                                     | Złoto                                                                                   | Wynik     | Srebro                                                                                  | Wynik     | Brąz                                                                   | Wynik     |
| Karabin dowolny, trzy postawy, 300 m            | Konrad Stäheli                                                                          | 953 pkt.  | Jean Reich                                                                              | 915 pkt.  | Maurice Lecoq                                                          | 913 pkt.  |
| Karabin dowolny, trzy postawy, 300 m, drużynowo | Szwajcaria Achille Roch Louis Richardet Heinrich Schellenberg Jean Reich Konrad Stäheli | 4542 pkt. | Włochy Daniele Bonicelli Attilio Conti Raffaele Frasca Ricardo Ticchi Cesare Valerio    | 4431 pkt. | Francja Duret Maurice Lecoq Achille Paroche Léon Moreaux Raphaël Py    | 4422 pkt. |
| Karabin dowolny leżąc, 300 m                    | François Rysheuvels                                                                     | 342 pkt.  | Achille Paroche                                                                         | 334 pkt.  | Louis Richardet                                                        | 330 pkt.  |
| Karabin dowolny klęcząc, 300 m                  | Heinrich Schellenberg                                                                   | 337 pkt.  | Konrad Stäheli                                                                          | 331 pkt.  | Louis Richardet                                                        | 326 pkt.  |
| Karabin dowolny stojąc, 300 m                   | Daniele Bonicelli                                                                       | 309 pkt.  | Konrad Stäheli                                                                          | 308 pkt.  | Paul Van Asbroeck                                                      | 307 pkt.  |
| Pistolet dowolny, 50 m                          | Paul Van Asbroeck                                                                       | 484 pkt.  | Paul Probst                                                                             | 474 pkt.  | Raphaël Py                                                             | 468 pkt.  |
| Pistolet dowolny, 50 m, drużynowo               | Szwajcaria Karl Hess Paul Probst Louis Richardet Conrad Karl Röderer Konrad Stäheli     | 2333 pkt. | Argentyna José Fernández Marcelo de Alvear Alberto Pero Pedro Partarrie Benjamin Segura | 2242 pkt. | Francja Caurette Jean Fouconnier Molinié-Paget Léon Moreaux Raphaël Py | 2215 pkt. |